# Acharia (plantengeslacht)
Acharia is een geslacht van planten uit de familie Achariaceae. Het geslacht telt één soort die voorkomt in zuidelijk Afrika.

## Soorten
- Acharia tragodes Thunb.